# 潘潤
潘潤（15世紀—16世紀），字時雨，號贛溪，南直隸廣德州建平縣人，明朝政治人物。

## 生平
潘潤是弘治十七年（1504年）中舉人，正德九年（1514年）成進士，獲授禮部儀制司郎中，外任處州知府。任內曾上疏請求讓刘伯温後人劉瑜續封誠意伯爵位，又爭取朝廷不增加賦稅，拒絕收受入覲居民饋贈，清除府內盜賊徐大潮、葉懋三及釋放受冤的富民朱氏，得人民敬愛，建立構金亭懷念他，官至雲南兵備副使。

## 引用
1. 1 2  乾隆《廣德州志·卷三十四·人物志》：潘潤，字時雨，號贛溪，建平人，正德甲戌進士。歷官儀部郎，擢守處州，當道議增郡賦，力爭而止比，入覲民有餽遺，堅拒弗受，眾構金亭以懷之；遷雲南兵備副使 通志 。潤在郡巨猾徐大潮、葉懋三橫行，鄉里官府莫敢誰何，潤毅然除之，富民朱氏被誣繫獄，察其冤立為辨釋，人敬愛之 李志 。
2. ↑  乾隆《廣德州志·卷二十九·選舉志》：宏治十七年甲子科……潘潤 建平人，見進士。案楊門諸志均作十三年亞魁，今從萬厯志。
3. ↑  《明世宗肅皇帝實錄·卷八十五》：（嘉靖七年二月辛酉）浙江處州府知府潘潤言誠意伯劉基有佐命功，乞如徐達、湯和例，令其孫瑜襲爵，并將該府舊祠稍加拓飾，以稱鍚報元勳之意，章下所司。